# Stanisław Kania
Stanisław Kania (ur. 8 marca 1927 we Wrocance, zm. 3 marca 2020 w Warszawie) – polski polityk, poseł na Sejm PRL VI, VII, VIII i IX kadencji (1972–1989), w latach 1980–1981 I sekretarz Komitetu Centralnego Polskiej Zjednoczonej Partii Robotniczej, członek Rady Państwa (1982–1985). Budowniczy Polski Ludowej.

## Życiorys

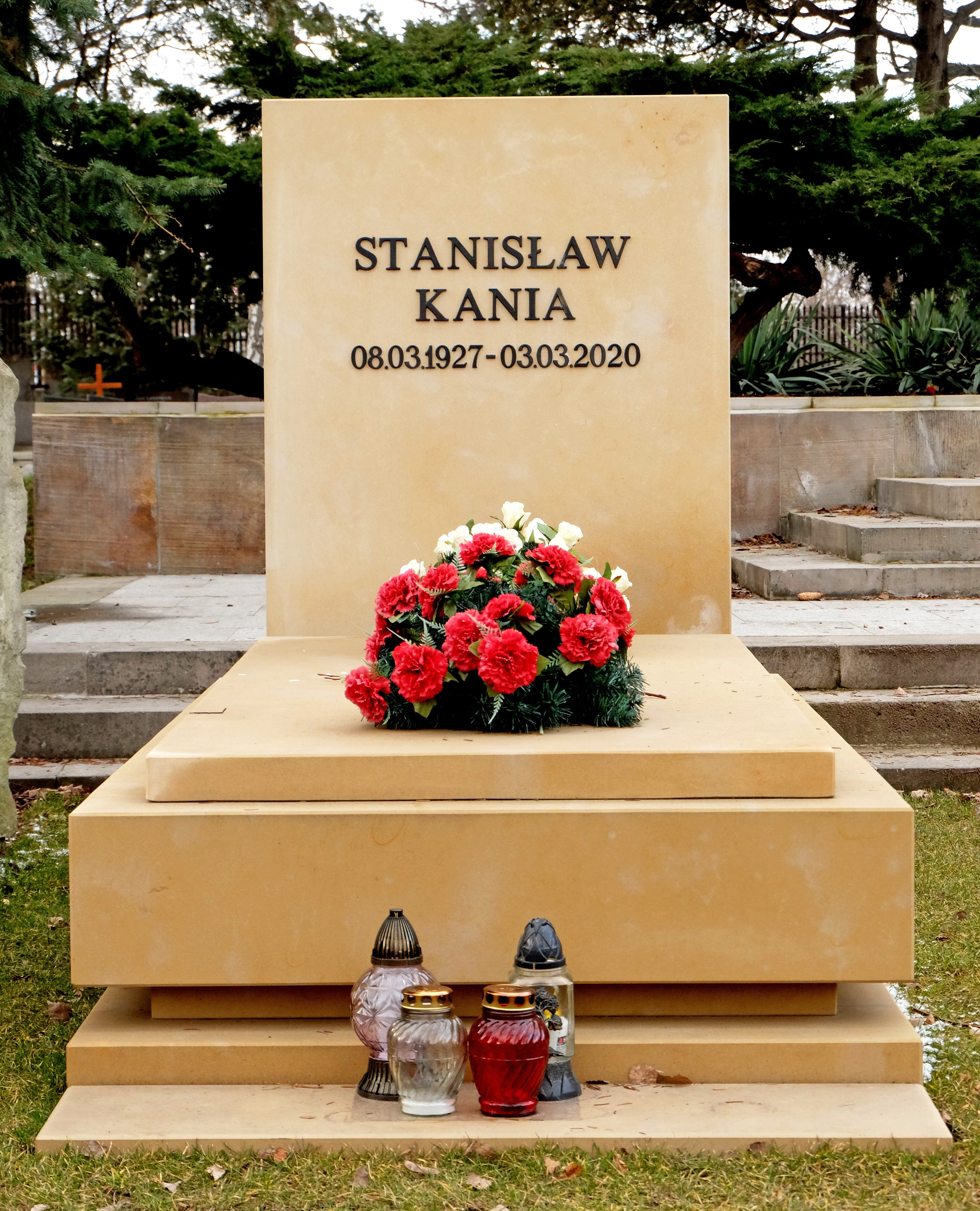
Grób Stanisława Kani na Cmentarzu Wojskowym na Powązkach w Warszawie

Urodził się 8 marca 1927 we wsi Wrocanka. Jego rodzicami byli Józef i Katarzyna. W latach 40. pracował jako robotnik. W 1944 wstąpił w szeregi Batalionów Chłopskich. W styczniu 1945 wstąpił do Związku Walki Młodych i został przewodniczącym koła w rodzinnej miejscowości. W kwietniu tego samego roku wstąpił do Polskiej Partii Robotniczej. Brał udział w kampaniach organizowanych przez partię, takich jak organizowanie Ochotniczej Rezerwy Milicji Obywatelskiej oraz referendum ludowe przeprowadzone w 1946. Został zastępcą pełnomocnika okręgowej komisji wyborczej na powiat jasielski. W lutym 1947 został przewodniczącym zarządu powiatowego ZWM w Jaśle. W grudniu tego samego roku został kierownikiem Wydziału Młodzieży Wiejskiej w Rzeszowie. W wieku 21 lat został wybrany na delegata na zjazd zjednoczeniowy Polskiej Zjednoczonej Partii Robotniczej. W 1949 ożenił się z Wandą Jasińską. Do września 1950 pracował w Zarządzie Wojewódzkim ZMP. W 1952 ukończył Szkołę Partyjną przy KC PZPR oraz Wyższą Szkołę Nauk Społecznych przy KC PZPR. Po ukończeniu szkoły pracował jako kierownik Wydziału Młodzieży Wiejskiej i członek prezydium zarządu głównego ZMP. Po rozwiązaniu organizacji w styczniu 1957 pracował w krajowej radzie spółdzielczości produkcyjnej, jednocześnie uczył się w Liceum Ogólnokształcącym dla Pracujących nr 1 w Warszawie. Świadectwo dojrzałości otrzymał 12 kwietnia 1958. 1 września tego samego roku rozpoczął pracę w Warszawskim Komitecie Wojewódzkim. Do 31 sierpnia 1960 sprawował funkcję kierownika wydziału rolnego. Od 1 września 1960 do 30 listopada 1968 był sekretarzem Warszawskiego Komitetu Wojewódzkiego partii. Od września 1962 studiował eksternistycznie zagadnienia ekonomicznie ze specjalnością ekonomii rolnictwa. W czerwcu 1964 na IV zjeździe PZPR został zastępcą członka Komitetu Centralnego. W listopadzie 1968 na V zjeździe został członkiem Komitetu Centralnego PZPR.
Od 1 grudnia 1968 do 16 kwietnia 1971 kierownik Wydziału Administracyjnego KC PZPR. Od 16 kwietnia 1971 do 6 września 1980 sekretarz KC PZPR, a od 12 grudnia 1975 do 18 października 1981 członek Biura Politycznego. Od 6 września 1980 do 18 października 1981 I sekretarz KC PZPR. Objął to stanowisko po Edwardzie Gierku, usuniętym w wyniku wydarzeń sierpnia 1980. Jako sekretarz KC przez całą dekadę lat 70. nadzorował m.in. aparat bezpieczeństwa, tj. Ministerstwo Spraw Wewnętrznych oraz Ministerstwo Obrony Narodowej, w tym Główny Zarząd Polityczny Wojska Polskiego w latach 1971–1980. Zajmował się szeroko rozumianą problematyką porządku publicznego, wymiaru sprawiedliwości, polityką wyznaniową, pracą wychowawczą w siłach zbrojnych, ochroną zdrowia oraz sprawami kombatantów.
W latach 1981–1983 był członkiem prezydium Ogólnopolskiego Komitetu Frontu Jedności Narodu.
Poseł na Sejm PRL VI, VII, VIII i IX kadencji. Od maja 1982 do listopada 1985 był członkiem Rady Państwa, w latach 1983–1985 przewodniczącym Komisji ds. Samorządu Pracowniczego przy Radzie Państwa. W Sejmie IX kadencji (1985–1989) przewodniczący Komisji Spraw Samorządowych. W latach 1985–1990 był członkiem Rady Naczelnej Związku Bojowników o Wolność i Demokrację. Członkiem Komitetu Centralnego PZPR pozostawał do X Zjazdu PZPR w lipcu 1986. 28 listopada 1988 wszedł w skład Honorowego Komitetu Obchodów 40-lecia Kongresu Zjednoczeniowego PPR-PPS – powstania PZPR.
12 stycznia 2012 na mocy wyroku Sądu Okręgowego w Warszawie został ostatecznie uniewinniony z zarzutu wprowadzenia stanu wojennego.

### Śmierć i pogrzeb
Zmarł 3 marca 2020 w Warszawie w wieku prawie 93 lat. Był ostatnim żyjącym I sekretarzem Komitetu Centralnego PZPR. Został pochowany na Cmentarzu Wojskowym na Powązkach w Warszawie (kwatera C6-tuje-6). W jego pogrzebie, przypadającym w czasie ograniczeń związanych z epidemią koronawirusa, uczestniczyły 34 osoby, m.in. wicemarszałek Senatu Bogdan Borusewicz.

## Ordery i odznaczenia
- Order Budowniczych Polski Ludowej (1977)[15]
- Order Sztandaru Pracy I klasy
- Order Sztandaru Pracy II klasy (1969)[16]
- Krzyż Oficerski Orderu Odrodzenia Polski
- Krzyż Kawalerski Orderu Odrodzenia Polski (1954)[17]
- Krzyż Partyzancki
- Medal 10-lecia Polski Ludowej (1955)[18]
- Medal 30-lecia Polski Ludowej (1974)[19]
- Medal 40-lecia Polski Ludowej (1984)
- Złoty Medal „Za Zasługi dla Obronności Kraju”
- Srebrny Medal „Za Zasługi dla Obronności Kraju”
- Brązowy Medal „Za Zasługi dla Obronności Kraju”
- Medal im. Ludwika Waryńskiego (1988)[20]
- Złota odznaka „Zasłużonego działacza Zrzeszenia Prawników Polskich” (1976)[21]
- Medal 30-lecia Zrzeszenia Prawników Polskich (1976)[21]
- Złota Odznaka honorowa „Za Zasługi dla Warszawy” (1970)[22]
- Złota odznaka „Za zasługi dla województwa warszawskiego” (1969)[23]
- Odznaka honorowa „Za zasługi w rozwoju województwa koszalińskiego” (1970)[24]
- Odznaka „Zasłużony dla województwa rzeszowskiego” (1972)[25]
- Medal pamiątkowy „40-lecia PZPR” (1988)[26]
- Medal jubileuszowy „Trzydziestolecia zwycięstwa w Wielkiej Wojnie Ojczyźnianej 1941–1945” (ZSRR, 1975)[27]
- Medal 90-lecia urodzin Georgi Dymitrowa (Bułgaria, 1972)[28]
- Medal 50-lecia Komunistycznej Partii Czechosłowacji (Czechosłowacja, 1971)[29]
- Medal 30-lecia wyzwolenia Czechosłowacji przez Armię Radziecką (Czechosłowacja, 1975)[30]
- inne odznaczenia